# Oberschneiding
Oberschneiding ist eine Gemeinde im niederbayerischen Landkreis Straubing-Bogen. Das gleichnamige Pfarrdorf ist Sitz der Gemeindeverwaltung.

## Geografie

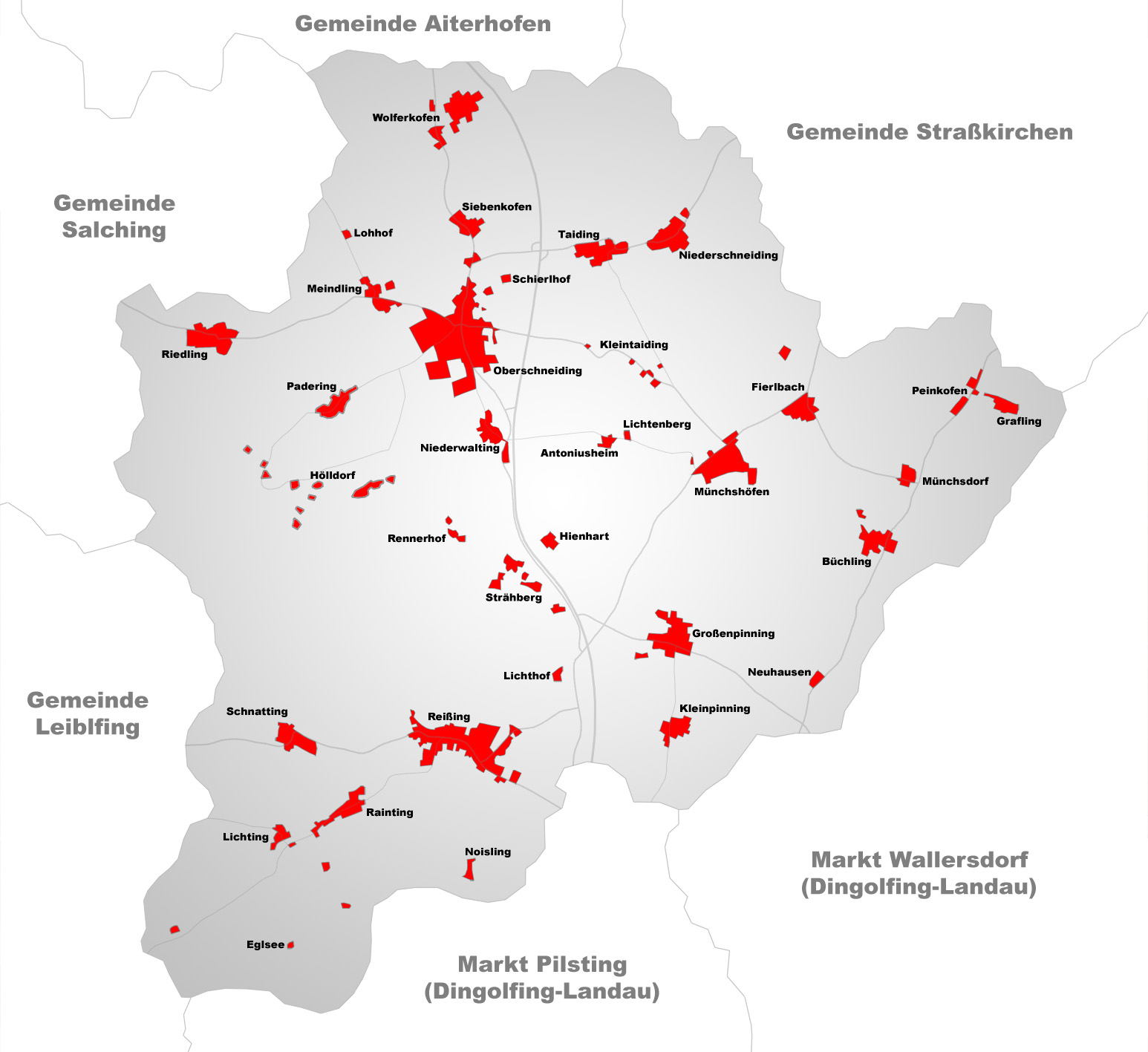
Karte der Gemeinde Oberschneiding

### Geografische Lage
Oberschneiding liegt am Übergang des Gäubodens zum unterbayerischen Hügelland (auch tertiäres Hügelland).
Die Gemeinde befindet sich im Süden des Landkreises Straubing-Bogen. Im Süden und Osten grenzt der Landkreis Dingolfing-Landau an die Gemeinde.
Während der nördliche Teil der Gemeinde im Gäuboden und somit in der Donauebene liegt, befinden sich die Ortschaften im Osten der Gemeinde bereits im Isartal.
Der Ort Oberschneiding befindet sich etwa zehn Kilometer südlich von Straubing und etwa 13 Kilometer nördlich von Landau an der Isar.
Von Oberschneiding aus blickt man in den Gäuboden und zur Stadt Straubing sowie den nördlich davon gelegenen Bayerischen Wald, bei guter Sicht kann man von den Hügeln bei Reißing die Alpen sehen.

### Gemeindegliederung

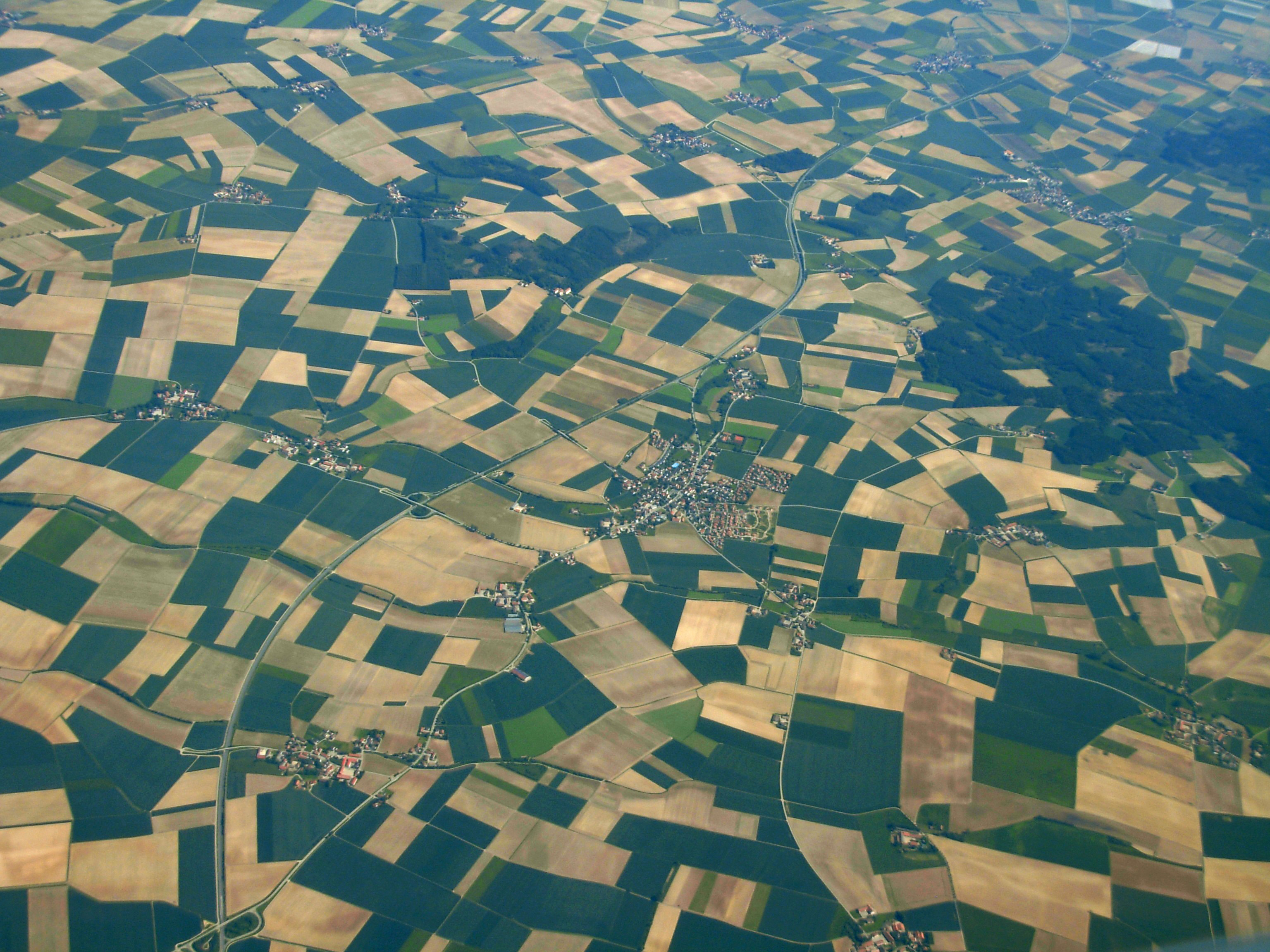
Luftbild mit Zentrum und Gemeindeteilen (2007)

Es gibt 34 Gemeindeteile (in Klammern ist der Siedlungstyp angegeben):
- Büchling (Dorf)
- Eglsee (Einöde)
- Fierlbach (Dorf)
- Grafling (Weiler)
- Großenpinning (Dorf)
- Hienhart (Einöde)
- Hölldorf (Dorf)
- Kleinpinning (Weiler)
- Kleintaiding (Weiler)
- Lichtenberg (Einöde)
- Lichthof (Einöde)
- Lichting (Dorf)
- Lohhof (Einöde)
- Meindling (Dorf)
- Münchsdorf (Weiler)
- Münchshöfen (Dorf)
- Neubüchling (Weiler)
- Neuhausen (Einöde)
- Niederschneiding (Dorf)
- Niederwalting (Dorf)
- Noisling (Einöde)
- Oberschneiding (Pfarrdorf)
- Padering (Dorf)
- Peinkofen (Weiler)
- Rainting (Dorf)
- Reißing (Pfarrdorf)
- Rennerhof (Weiler)
- Riedling (Dorf)
- Schierlhof (Einöde)
- Schnatting (Dorf)
- Siebenkofen (Dorf)
- Strähberg (Dorf)
- Taiding (Dorf)
- Wolferkofen (Dorf)

Es gibt die Gemarkungen Grafling, Großenpinning, Niederschneiding, Oberpiebing, Oberschneiding, Reißing und Wolferkofen.

## Geschichte

### Jungsteinzeit
Das Gebiet um Oberschneiding ist seit über 7000 Jahren besiedelt. Neben dem fruchtbaren Boden waren es wohl die Überschaubarkeit der Umgebung und die Nähe zum Wasser des Irlbaches, die die Menschen der Jungsteinzeit dazu bewog, sich hier niederzulassen. Zeugen der Besiedlung sind zahlreiche Funde von Skeletten, Keramikscherben und Hüttenlehm. Aus der Zeit um 4000 v. Chr. wurden zahlreiche Funde im Bereich des Ortes Münchshöfen gemacht, was der  Periode den Namen „Münchshöfener Kultur“ erbrachte. Teile der Funde aus dem Gemeindegebiet sind im Gäubodenmuseum Straubing zu besichtigen.

### Erste urkundliche Erwähnung
Die erste urkundliche Erwähnung erfolgte im Jahr 790. Im Brevivarius Urolfi, einem Güterverzeichnis des Klosters Niederaltaich, wird „Snudinga“ genannt.
Der Name „Snudinga“ geht, wie bei den meisten auf -ing endenden Orten auf den Anführer einer Bajuwarensippe zurück, die sich im Rahmen der bajuwarischen Landnahme um ungefähr 500 n. Chr. dort niedergelassen hatte. Der Name des Sippenchefs dürfte Snudo gelautet haben. Aus der Bezeichnung „Snudinga“ entwickelte sich im Laufe der Zeit der Name „Schneiding“.
Die 1200-Jahr-Feier beging man im Jahr 1990 mit mehrtägigen Festlichkeiten.

### Urhof von Oberschneiding
Die Sippe Snudos errichtete zunächst wohl einen Hof, der den Ausgangspunkt für die heutige Besiedlung bildete. Diese Urhof genannte Ansiedlung ist heute noch relativ klar nachzuvollziehen, da sich der Besitz vom Mittelalter bis ins 19. Jahrhundert kaum änderte. Der Urhof zeichnete sich durch große Felder in unmittelbarer Nähe des Gehöfts aus. Meist wurden die ersten Kirchen, die im Zuge der Christianisierung ab 700 n. Chr. errichtet wurden, in der Nähe des Urhofes gebaut. Dadurch kommen für den Urhof in Oberschneiding im Wesentlichen drei Anwesen in Frage, die auch um 1800 noch existierten: der Hiergeisthof (heute Landbäckerei, Pfarrer-Handwercher-Platz 1), der Rammelhof (Feuerhausstraße 2) und der Burghof (Straubinger Straße 1).
Dieser Theorie steht gegenüber, dass bis heute nicht genau geklärt ist, ob mit dem ursprünglichen Snudinga im Brevivarius Urolfi Oberschneiding oder Niederschneiding gemeint ist.

### Hofmark Oberschneiding
Von 1319 bis 1801 war Oberschneiding eine offene Hofmark, Sitz war in Hienhart. Oberschneiding gehörte anfangs zum Rentamt Straubing des Herzogtums- und späteren Kurfürstentums Bayern und danach zum Landgericht Straubing des Königreichs Bayern.
1802 entstand das Patrimonialgericht Oberschneiding mit Sitz in Hienhart, zu dem auch noch Strähberg und Niederwalting gehörten. Im Zuge der Verwaltungsreformen in Bayern entstand mit dem Gemeindeedikt von 1818 die Gemeinde. Im Revolutionsjahr 1848 wurde das Patrimonialgericht aufgelöst.

### Eingemeindungen
Die heutige Gemeinde entstand durch die Gebietsreform in den Jahren 1972 und 1978. Am 1. Januar 1972 wurden die Gemeinden Niederschneiding und Wolferkofen eingegliedert. Am 1. Mai 1978 folgten die Gemeinde Großenpinning, bis dahin im Landkreis Dingolfing-Landau, die Gemeinde Reißing, sowie aus der Gemeinde Grafling die Gemeindeteile Münchsdorf, Peinkofen und Grafling, sowie Riedling aus der Gemeinde Oberpiebing.

### Einwohnerentwicklung
Im Zeitraum 1988 bis 2018 wuchs die Gemeinde von 2391 auf 3003 um 612 Einwohner bzw. um 25,6 %.
Gemeinde in der heutigen Ausdehnung
- 1961: 2809 Einwohner
- 1970: 2619 Einwohner
- 1987: 2419 Einwohner
- 1991: 2447 Einwohner
- 1995: 2622 Einwohner
- 2000: 2689 Einwohner
- 2005: 2757 Einwohner
- 2010: 2764 Einwohner
- 2015: 2806 Einwohner

Ort Oberschneiding
- 1961: 0519 Einwohner[8]
- 1970: 0508 Einwohner[9]
- 1987: 0588 Einwohner[10]
- 2017: 1226 Einwohner[11]

## Politik

### Gemeinderat
Die Gemeinderatswahlen seit 2008 erbrachten folgende Stimmenanteile und Sitzverteilungen:
| Partei/Liste                  | 2020  | 2020  | 2014 | 2014  | 2008 | 2008  |
| Partei/Liste                  | %     | Sitze | %    | Sitze | %    | Sitze |
| ----------------------------- | ----- | ----- | ---- | ----- | ---- | ----- |
| CSU                           | 44,01 | 7     | 77,0 | 11    | 79,3 | 11    |
| Freie Wähler                  | 38,35 | 7     | –    | –     | –    | –     |
| ödp/Parteifreie aktive Bürger | 8,38  | 1     | 23,0 | 3     | 20,7 | 3     |
| Bürgerliste                   | 6,95  | 1     | –    | –     | –    | –     |
| SPD                           | 2,31  | –     | –    | –     | –    | –     |
| Gesamt                        | 100   | 16    | 100  | 14    | 100  | 14    |

### Bürgermeister
Erster Bürgermeister ist seit 2002 Ewald Seifert (CSU). Er erhielt 2017 die kommunale Verdienstmedaille in Bronze. Bei der Wahl 2020 wurde er mit 58,13 % wiedergewählt.

## Wappen
| Wappen von Oberschneiding | Blasonierung: „Gespalten von Gold und Rot mit einem grünen Herzschild, darin fünf goldene Kornähren; vorne ein wachsender, bärtiger, mit einem in der Mitte gegurteten und mit fünf goldenen Knöpfen besetzten blauen Rock bekleideter, golden gekrönter Mann, der in der Rechten ein silbernes Schwert zum Streich hält, hinten ein linksgewendeter springender Windhund.“ |
| Wappen von Oberschneiding | Wappenbegründung: Die Figur des gekrönten Mannes mit Schwert stammt aus dem Wappen der Familie Dürnizl, in deren Besitz sich die Hofmark Oberschneiding von 1643 bis 1848 befand. Der springende Windhund symbolisiert die enge Verbindung zum Kloster Windberg, das im Bereich der Gemeinde ebenfalls reich begütert war. Die fünf Kornähren im Herzschild verweisen auf den Getreideanbau in der Gäubodengemeinde und erinnern auch daran, dass sich Oberschneiding seit der kommunalen Gebietsreform 1972/78 aus fünf Gemeinden Oberschneiding, Niederschneiding, Wolferkofen, Großenpinning, Reißing zusammensetzt. |

## Kultur und Sehenswürdigkeiten

### Bildung
In der Gemeinde Oberschneiding existiert heute eine Grundschule.
Im Sommer 2007 feierte die Grundschule Oberschneiding ihr 25-jähriges Bestehen. Seit 1982 befindet sich nämlich die Schule am neuen Schul- und Sportgelände am südlichen Ortsrand von Oberschneiding. Zuvor waren die Schüler der Volksschule Oberschneiding auf fünf Schulhäuser in Oberschneiding (Mädchenschulhaus und Knabenschulhaus), Reißing (Klosterschule und früheres Knabenschulhaus) und Münchshöfen verteilt. Seit dem Schuljahr 2004/05 existiert in der Gemeinde Oberschneiding nur noch eine Grundschule, da durch Bildungsreformen und durch allgemein sinkende Schülerzahlen die Teilhauptschule nicht mehr aufrechtzuerhalten war.
Des Weiteren gibt es in Oberschneiding und in Reißing je einen Kindergarten.
Seit September 2010 existiert in Oberschneiding auch eine Kinderkrippe.

### Sehenswürdigkeiten
- Katholische Pfarrkirche Mariä Himmelfahrt in Oberschneiding; Altarhaus, Vierung und Turm aus dem 18. Jahrhundert, Erweiterung des Langhauses nach Westen und Erweiterung um zwei Querhäuser 1848, Umgestaltung 1910 bis 1914 wohl durch Heinrich Hauberrisser, Außenrenovierung 2005/2006
- Katholische Pfarrkirche Maria Immaculata in Reißing; im Kern alte Bauteile, im 19. Jahrhundert über der Vorgängerkirche nahezu neu erbaut.
- Katholische Filialkirche St. Petrus in Niederschneiding (um 1720)
- Katholische Filialkirche St. Bartholomäus in Riedling (18. Jahrhundert, Vorhalle im 19. Jahrhundert angefügt)
- Katholische Filialkirche St. Elisabeth in Büchling (12./13. Jahrhundert, Turm barock)
- Katholische Filialkirche St. Peter und Paul in Grafling (einheitlicher Neubau von 1712)
- Katholische Filialkirche St. Emmeram und Kassian in Großenpinning (zweite Hälfte 15. Jahrhundert, Sakristei 1865)
- Katholische Filialkirche St. Ägidius in Wolferkofen (spätgotischer Bau um 1480/90, barockisiert)
- Katholische Filialkirche St. Pantaleon in Lichting (einheitlicher Bau um 1750)
- Katholische Kirche St. Sebastian in Münchshöfen (Chor und Turmunterbau spätgotisch, Langhaus 18. Jahrhundert)
- Schloss Hienhart; Wohngebäude mit Halbwalmdach (in Privatbesitz), erbaut im 17. Jahrhundert, überarbeitet 2. Hälfte 18. Jahrhundert
- Schlosskapelle Schmerzhafte Muttergottes in Hienhart (1730)
- Bäuerliches Wohnstallhaus in Taiding (in Privatbesitz); reich bemalter Obergeschoss-Blockbau, wohl 1. Drittel 19. Jahrhundert

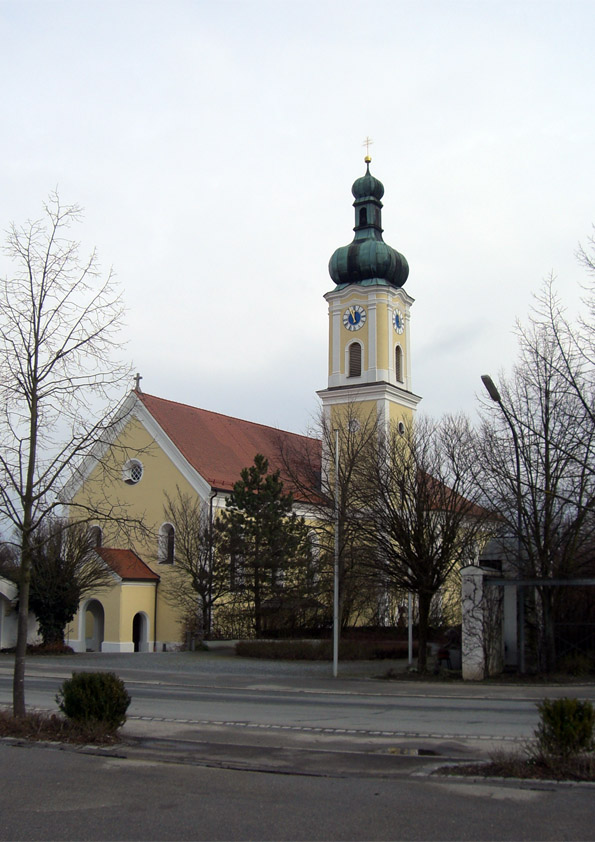
Pfarrkirche Oberschneiding mit Kirchenvorplatz
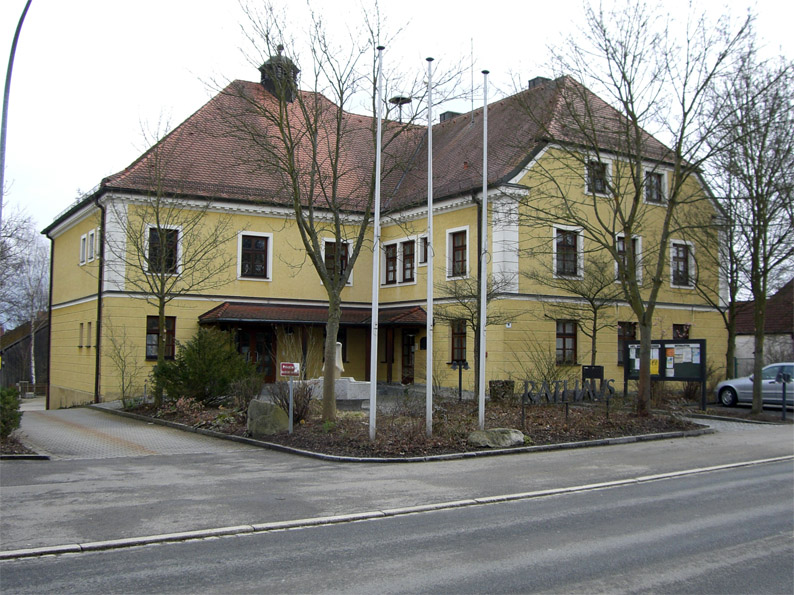
Rathaus Oberschneiding

## Wirtschaft und Infrastruktur

### Wirtschaft einschließlich Land- und Forstwirtschaft
Es gab 2020 nach der amtlichen Statistik im Bereich der Land- und Forstwirtschaft 28, im produzierenden Gewerbe 195 und im Bereich Handel und Verkehr 104 sozialversicherungspflichtig Beschäftigte am Arbeitsort. In sonstigen Wirtschaftsbereichen waren am Arbeitsort 282 Personen sozialversicherungspflichtig beschäftigt. Sozialversicherungspflichtig Beschäftigte am Wohnort gab es insgesamt 1320. Im verarbeitenden Gewerbe gab es 13 Betriebe, im Bauhauptgewerbe vier Betriebe. Zudem bestanden im Jahr 2020 105 landwirtschaftliche Betriebe mit einer landwirtschaftlich genutzten Fläche von 4562 ha, davon waren 4496 ha Ackerfläche und 66 ha Dauergrünfläche.

### Gewerbepark Siebenkofen
Seit Abschluss der Erschließungsarbeiten im Frühjahr 2007 existiert in der Gemeinde Oberschneiding erstmals ein geschlossenes Gewerbegebiet. Es befindet sich am Ortsrand von Siebenkofen an der Kreisstraße 72, etwa einen Kilometer entfernt von der Bundesstraße 20.

### Verkehr
Durch die Bundesstraße 20, die das Gemeindegebiet in Nord-Süd-Richtung durchquert, hat Oberschneiding Anschluss an die Autobahnen A 3 (Regensburg – Passau) und A 92 (Deggendorf – München). Seit dem Neubau der B 20 im Jahr 1989 verfügen alle Orte in der Gemeinde über Ortsumgehungen.

## Persönlichkeiten

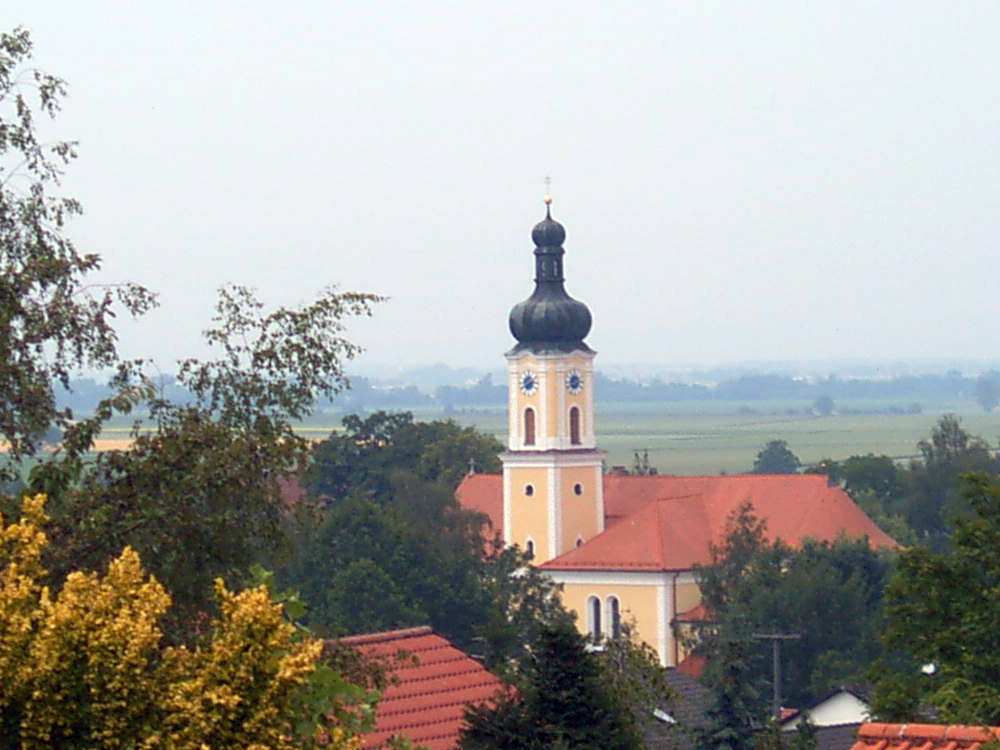
Pfarrkirche Mariä Himmelfahrt in Oberschneiding

- Mathias Obermayr (* 14. Mai 1720 in Meindling; † 15. Dezember 1799), Stuckateur und Bildhauer, schuf zahlreiche Rokokoaltäre und -kanzeln, unter anderem in der Basilika St. Jakob in Straubing, in den Abteien Metten und Windberg;
- Franz Sales Handwercher (* 3. Juni 1792; † 17. August 1853 in Oberschneiding), von 1836 bis 1853 Pfarrer in Oberschneiding, Gründer der Bruderschaft des heiligsten und unbefleckten Herzens Mariae; erbaute ein Mädchenschulhaus (1987 abgerissen) und erweiterte 1848 die Pfarrkirche Oberschneiding;
- Josef Schlicht (* 18. März 1832; † 18. April 1917), von 1859 bis 1869 Kooperator (Kaplan) in der Pfarrei Oberschneiding, Schriftsteller und Chronist der bäuerlichen Lebens; er beschreibt die Erntearbeit und die Menschen („Der ehrenbrave Seniorbauer“ von Niederschneiding, „Ein niederbayerischer Jubelpfarrer“, gemeint ist der Pfarrer Obelt von Reißing, „Die brave Plendlbäuerin“ von Großenpinning);
- Alfons Maria Scheglmann (* 20. Juni 1858 in Oberschneiding; † 17. März 1937), Pfarrer und Historiker, Generalvikar in der Diözese Regensburg;
- Max Feldbauer (* 14. Februar 1869; † 20. November 1948 in Münchshöfen), deutscher Maler der Secession, verbrachte von 1944 an seine letzten Lebensjahre in Münchshöfen;